# حارث العبيدي
حارث محي الدين عبد العبيدي  (1966 - 12 حزيران 2009)، نائب في مجلس النواب العراقي عن جبهة التوافق العراقية ورئيس كتلتها في المجلس. كان يشغل منصب رئيس لجنة حقوق الإنسان بالبرلمان العراقي.

## نبذة عن حياته
درس الفقه الإسلامي في كلية الفقه التابعة للجامعة المستنصرية في النجف لمدة سنة واحدة، فحصل على درجات عالية أهّلته للدخول إلى كلية الشريعة الإسلامية في بغداد، ليتخرج منها عام 1988 حاصلا على شهادة البكالوريوس في الفقه الإسلامي.
حاصل على شهادة الدكتوراه في الفقه المقارن / كلية العلوم الإسلامية / جامعة بغداد.
كان يؤدي الامتحان النهائي لنيل شهادة البكالوريوس في القانون من الجامعة الإسلامية / بغداد عندما تم اغتياله.
في عام 2005، أصبح العبيدي نائباً في أول برلمان عراقي منتخب بعد عام 2003 حيث كان مرشحاً عن قائمة جبهة التوافق العراقية، وبقي في هذا المنصب حتى استشهاده في حزيران 2009. كان طوال فترة عمله في مجلس النواب صوت المعتقلين والمظلومين حتى لُقِّب بنصير المظلومين لجهده المتميز في هذا المجال. نظراً لحبه للعمل في المجالات الإنسانية وهذا ما كان واضحا طيلة حياته، أراد خدمة بلده وشعبه فطلب أن يكون عضواً في لجنة حقوق الإنسان وكان له ذلك فأصبح نائباً لرئيس اللجنة.
ساهم في كثير من النشاطات الإنسانية وكان أحد السباقين في متابعة أحوال السجناء والمعتقلين العراقيين حتى في أشد الفترات خطورة وحساسية. نظراً لوسطيته واعتداله فقد حظي بمحبة واحترام الجميع، فانتخب رئيسا للكتلة النيابية لجبهة التوافق العراقية في السابع من جمادى الأولى - 1430هـ الموافق 2 أيار 2009م.
استشهد بعد إلقائه خطبة الجمعة ليوم 12 حزيران 2009م بجامع الشواف في بغداد.

## اغتياله
اغتيل في يوم 12 حزيران 2009 في هجوم مسلح عقب أدائه خطبة وصلاة الجمعة في مسجد الشواف غربي العاصمة بغداد على يد فتى في الخامسة والعشرين من العمر. وحسب شهود عيان أطلق المسلح النار من مسدس كان يحمله عليه ثم ألقى عليه قنبلة يدوية داخل المسجد، ما أدى إلى مقتله على الفور.
وقد كشفت قيادة عمليات بغداد عن الشخص الذي قام بعملية اغتيال رئيس كتلة التوافق العراقية في مجلس النواب حارث العبيدي. وقالت في بيان أنَّ مرتكب عملية الاغتيال يُدعى أحمد جاسم إبراهيم من مواليد 1984. وأضافت أنَّ القاتل تسلَّل إلى الجامع من إحدى البنايات المجاورة له، وعندما نفّذ العملية حاول الهرب من الباب الخلفي للجامع وقام برمي إطلاقات نارية ورمي رمانة صوتية. وتابع أن إحدى سيطرات الفرقة السادسة تمكنت من قتله وضبطت بحوزته هوية أحوال مدنية صادرة من دائرة نفوس المنصور.

## استدعاء وزيري الداخلية والدفاع
تحدث في جلسة البرلمان قبل يوم من مقتله عن انتهاكات خطيرة قال أنها ترتكب في السجون التابعة لوزارتي الداخلية والدفاع، وطالب باستدعاء وزيري هاتين الوزارتين للاستفسار منهما عن حقيقة هذه الانتهاكات، ومن بينها عمليات اغتصاب وتعذيب جسدي ونفسي.